# Hélder Ferreira
Hélder José Castro Ferreira, noto semplicemente come Hélder Ferreira (Fafe, 5 aprile 1997), è un calciatore portoghese, attaccante del Noah.

## Caratteristiche tecniche
È un'ala destra.

## Carriera

### Club
Ha esordito con la seconda squadra del Vitória Guimarães il 25 novembre 2015 nel match perso 1-0 contro il Feirense; ha poi giocato anche con la prima squadra, nella prima divisione portoghese, campionato in cui in seguito ha giocato anche con la maglia del Paços Ferreira.
Nel 2024 si trasferisce nella prima divisione armena al Noah, con cui prende anche parte alla fase finale della UEFA Conference League 2024-2025.

### Nazionale
Ha giocato nelle nazionali giovanili portoghesi Under-18 ed Under-19.
Nel 2017 ha partecipato con la nazionale Under-20 portoghese al mondiale di categoria.

## Statistiche

### Presenze e reti nei club
Statistiche aggiornate al 3 giugno 2017.
| Stagione        | Squadra             | Campionato      | Campionato | Campionato | Coppe nazionali | Coppe nazionali | Coppe nazionali | Coppe continentali | Coppe continentali | Coppe continentali | Altre coppe | Altre coppe | Altre coppe | Totale | Totale |
| Stagione        | Squadra             | Comp            | Pres       | Reti       | Comp            | Pres            | Reti            | Comp               | Pres               | Reti               | Comp        | Pres        | Reti        | Pres   | Reti   |
| --------------- | ------------------- | --------------- | ---------- | ---------- | --------------- | --------------- | --------------- | ------------------ | ------------------ | ------------------ | ----------- | ----------- | ----------- | ------ | ------ |
| 2015-2016       | Vitória Guimarães B | SL              | 5          | 3          |                 | -               | -               |                    | -                  | -                  |             | -           | -           | 5      | 3      |
| 2016-2017       | Vitória Guimarães B | SL              | 39         | 2          |                 | -               | -               |                    | -                  | -                  |             | -           | -           | 39     | 2      |
| Totale carriera | Totale carriera     | Totale carriera | 44         | 5          |                 | -               | -               |                    | -                  | -                  |             | -           | -           | 44     | 5      |

## Palmarès

### Club

#### Competizioni nazionali
- Campionato armeno: 1

Noah: 2024-2025
- Coppa d'Armenia: 1

Noah: 2024-2025